# Колян, Эдгар Рудикович
Э́дгар Ру́дикович Коля́н (9 января 1986 года в Арташате, АССР) — Заслуженный мастер спорта России по Кудо, Кандидат в мастера спорта России по Армейскому рукопашному бою, Кандидат в мастера спорта России по Боевому самбо, двукратный чемпион мира по Кудо (2005, 2009), серебряный призёр Чемпионата мира по Кудо (2014), бронзовый призер чемпионата мира по Кудо (2018),   обладатель кубка мира по Кудо (2011), чемпион Европы по Кудо (2008), пятикратный чемпион России по Кудо.
Участник и победитель различных турниров по современному Панкратиону, Рукопашному бою, Боевому самбо и боям по правилам MMA.
На всех международных турнирах после 2005 года представляет Россию. До этого, в том числе на чемпионате Мира по Кудо 2005 года, представлял Армению.
На внутрироссийских соревнованиях представляет город Иваново, в котором проживает вместе с семьёй.

### Видео-ссылки
- Edgar Kolyan KUDO. YouTube.com, пользователь IVENKO
- Кудо ЧМ 2009 Полуфинал. RuTube.ru, пользователь Welder75 (недоступная ссылка)
- Кудо ЧМ 2009 Финал. YouTube.com, пользователь deadPIMP69
- Сборная России по кудо — чемпион мира. YouTube.com, пользователь Mossport2009
- Кубок Мира по КУДО 2011. Репортаж ВестиСпорт на Россия2. YouTube.com, пользователь deadPIMP69
- Битва Чемпионов. YouTube.com, пользователь leo224170